# Jurmo (vid Aspö, Korpo)
För andra betydelser, se Jurmo (olika betydelser).
Jurmo är ett skär i Finland. Den ligger i Skärgårdshavet och i kommunen Pargas i den ekonomiska regionen  Åboland i landskapet Egentliga Finland, i den sydvästra delen av landet. Ön ligger omkring 64 kilometer sydväst om Åbo och omkring 190 kilometer väster om Helsingfors.